# Тверь (телерадиокомпания)
Государственная телевизионная и радиовещательная компания «Тверь» — филиал ФГУП «Всероссийская государственная телевизионная и радиовещательная компания» в Тверской области.

## История
Создана в 1936 году как Комитет радиоинформации и радиовещания при Калининском областном исполнительном комитете советов рабочих, крестьянских и красноармейских депутатов (Калининский радиокомитет), одновременно запустив в таймслоте радиостанции Первая программа радиоблок Калининское радио.
В 1990-х гг. получила название «Тверская государственная телевизионная и радиовещательная компания» (ТГТРК).
28 февраля 1989 года состоялся пробный технический выход в эфир (ретрансляция 1-й программы Центрального телевидения велась с 1955 года), а с 6 марта 1989 года началось регулярное вещание.
До 2002 года, когда телеканал РТР был переименован в «Россия», телекомпания использовала сокращённую аббревиатуру ТВТ (середина 1990-х годов), затем — ТРТ.
Первоначально программы ГТРК «Тверь» выходили в эфир по 30 минут в день и преимущественно это были «Новости». В настоящее же время «Вести-Тверь» стала основной программой компании. Она регулярно выходит в прямом эфире на канале «Россия 1». Итоги недели подводятся утром каждого воскресенья в информационно-аналитической программе «События недели».
В 1997-2001 гг. осуществлял эфир и на 31-м канале как Тверь-ТВ.
С 1 июля 2018 года программы «ГТРК-Тверь» выходят на телеканале «Россия 24». Региональное вещание увеличилось на 60 минут.

## Теле- и радиоканалы
- Телеканал «Россия-1 Тверь»
- Телеканал «Россия-24 Тверь»
- Радиоканал «Радио России Тверь»
- Радиоканал «Вести-ФМ Тверь»
- Радиоканал «Вести-ФМ Тверь»